# Carl William Hergenrother
Carl William Hergenrother (1973.), američki astronom. 
U okviru programa Catalina Sky Surveya otkrio je ili je bio suotkrivačem većeg broja kometa i asteroida. Pored ostalih otkrio je dugoperiodični komet C/1996 R1 i četiri periodična kometa 168P/Hergenrother, 175P/Hergenrother i 330P/Catalina.
Otkrio je 28 asteroida, od čega jedan s Timothyjem Bruceom Spahrom te dva s Stephenom M. Larsonom: 5. travnja 1994. asteroid (306387) 1994 GR8 i 28. siječnja 2005. asteroid (85316) 1995 BA4.
Njemu u čast nazvali su asteroid 3099 Hergenrother. 